# Banc Princesse Alice

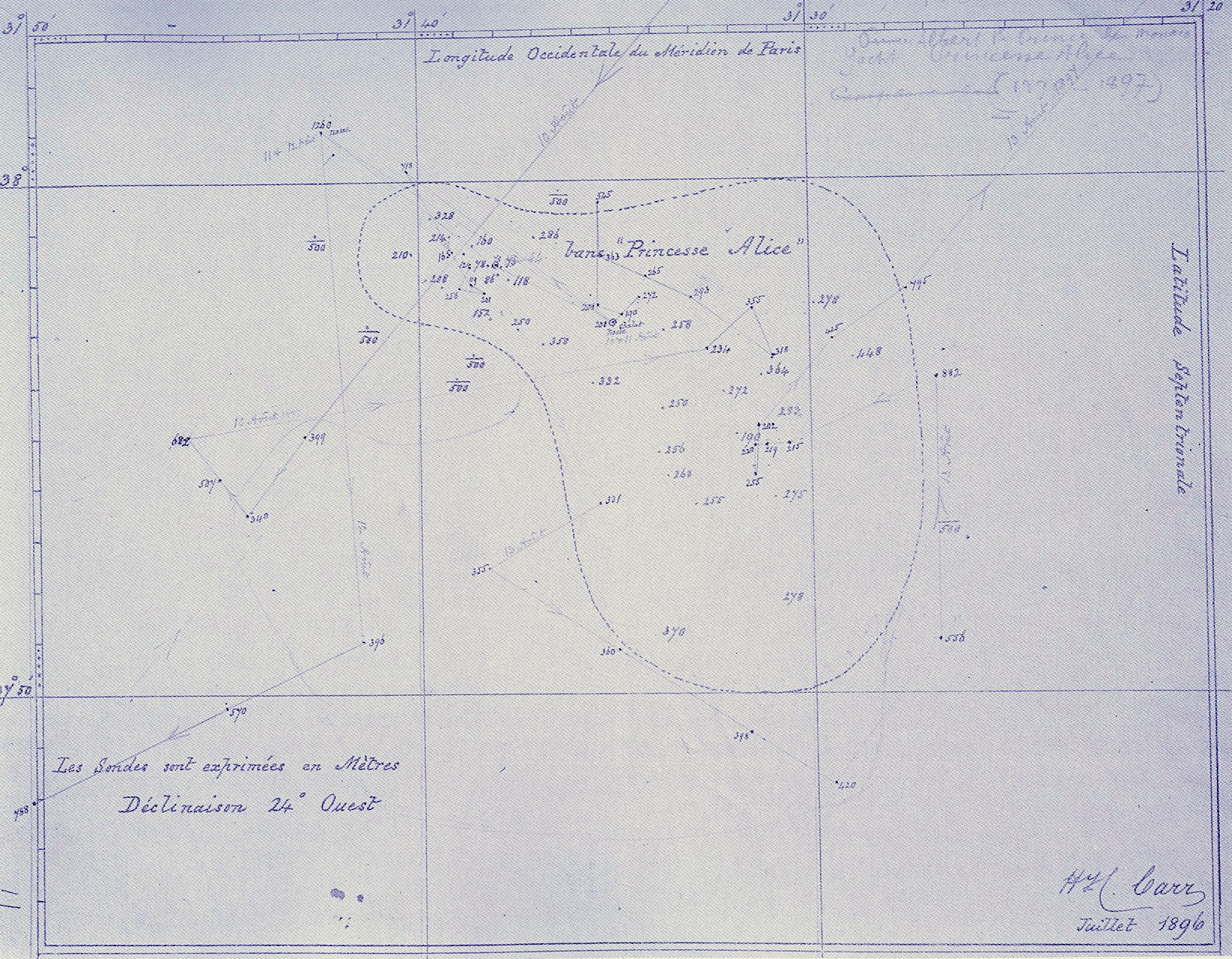
Plan du banc Princesse Alice réalisé en juillet 1896 par le navire de recherche Princesse Alice.

Le Banc Princesse Alice (*portugais : Banco Princesa Alice) est un mont sous-marin submergé situé à 93 km au sud-ouest de l'île de Pico et 83 km au sud-ouest de l'île de Faial dans l'archipel portugais des Açores. La partie ouest du banc a une profondeur minimale de 35 m, avec des eaux claires permettant l'observation du fond de l'océan depuis la surface. Avec une biodiversité abondante, le banc est une zone de pêche, en plus d'être un important spot de plongée de l'océan Atlantique. 

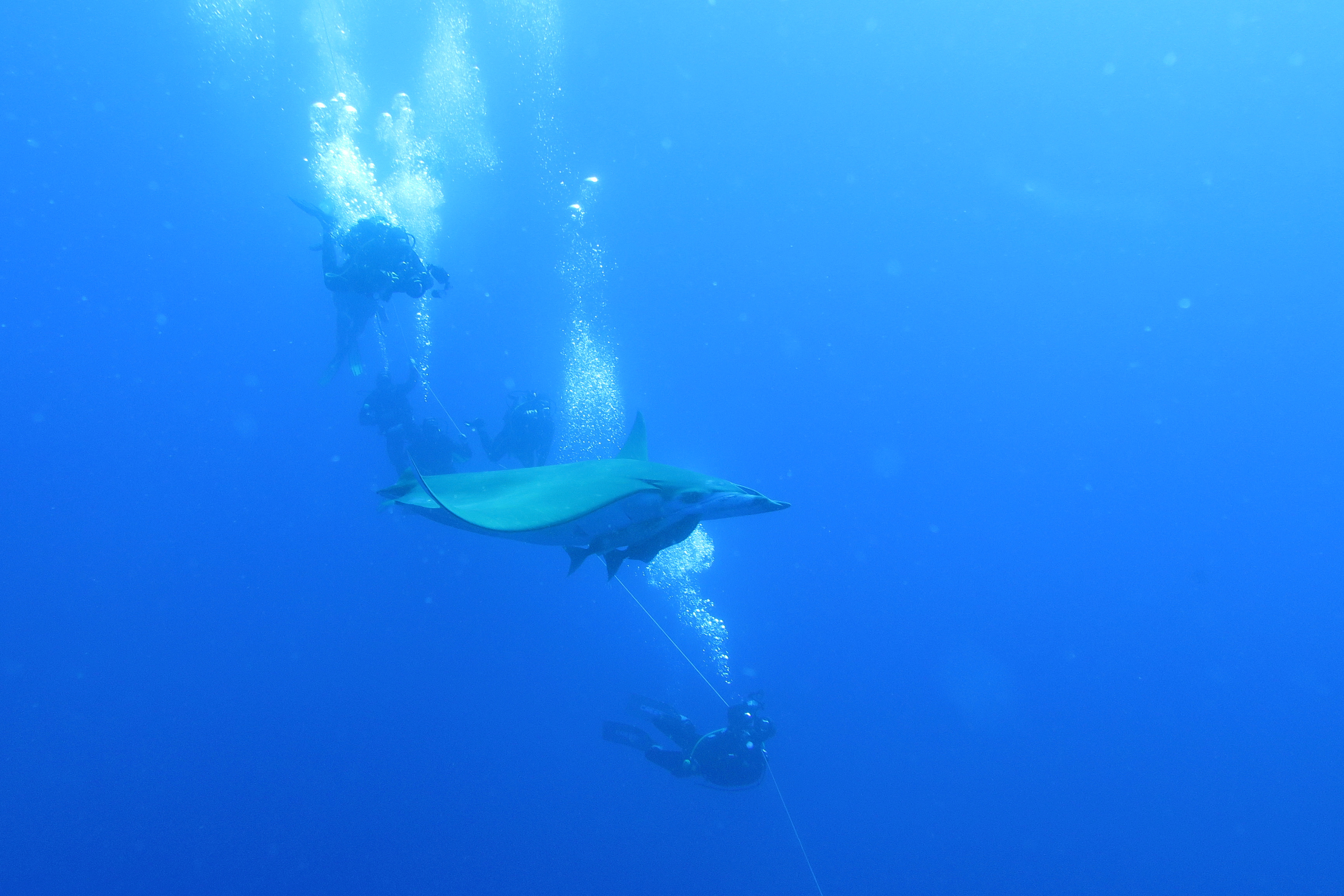
Plongée sur le pic du banc Princesse Alice. Les plongeurs se tiennent au mouillage du bateau posé sur le pic à 35 m. Une raie Mobula est visible au premier plan.

## Histoire
Le banc porte le nom de la campagne océanographique du Prince Albert Ier de Monaco, dont le navire de recherche Princess Alice a participé à sa découverte le 9 juillet 1896. Ce jour-là, à 6 heures du matin, au début d'une exploration en eau profonde, des corniches rocheuses ont été découvertes à 241 m de profondeur.
Après avoir parcouru la zone, le groupe a découvert un vaste plateau, avec un périmètre d'environ 55 km, et deux extensions de 76 m de longueur. La plate-forme mesurait 190 m sous la surface, bien que le pic ne soit qu'à 35 m de la surface.
Le levé bathymétrique est confié au capitaine Charlwood Henry Carr d (1848-1918), qui est également assistant de terrain du prince et navigateur du Princesse Alice. Carr était responsable des mesures de profondeur du banc Princesse Alice.
Le 13 juillet 1896, de Faial, le prince Albert télégramme le roi Carlos Ier du Portugal annonçant la découverte et l'informant de l'utilité du banc pour la pêche. De retour à Monaco, le 21 août, le prince a diffusé un communiqué de presse faisant état de la découverte et soulignant son importance pour la pêche açorienne. En remerciement pour la découverte, le roi Carlos a décerné au prince le grand collier de l'Ordre de Santiago, après avoir déjà accordé au capitaine Carr le diplôme honorifique de maître de l'Ordre de Saint-Benoît en 1894. De plus en plus, le banc Princesse Alice est devenu l'une des principales zones d'exploration de la pêche au sein du groupe central des îles des Açores.

## Géographie
Une zone de 93 km autour de la rive, mesurée à partir des côtes des îles les plus proches, a été établie par l'Union européenne comme réserve pour les pêcheurs açoriens. Le banc est l'un des principaux points de friction, ou de désaccord, dans le différend actuel entre le gouvernement régional des Açores et l'Union européenne concernant la réforme de la politique commune de la pêche.